# Deanna Lund
Deanna Lund (Oak Park, 30 de maio de 1937 – Century City, 22 de junho de 2018) foi uma atriz de cinema e televisão americana mais conhecida por seu papel na série de televisão Terra de Gigantes, de Irwin Allen, na qual interpretou o personagem Valerie Ames Scott.

## Primeiros anos
Lund era filha do advogado Arthur Lund, que uma vez serviu na legislatura de Illinois. A família mudou-se para Daytona Beach, Flórida, quando ela tinha oito anos. Ela abandonou o Rollins College, onde estudava teatro, para se casar. Antes de se tornar atriz, ela frequentou a escola de modelos e trabalhou como secretária. Mais tarde, ela fez comerciais na televisão e se tornou especialista em meteorologia em uma estação de televisão.

## Carreira
O início da carreira de Lund incluiu papéis menores nas paródias de filmes de espionagem dos anos 1960 Dr. Goldfoot e a máquina de biquíni (1965) e Dimension 5 (1966), bem como no filme de terror Sting of Death (1965), o filme de praia Out of Sight (1966), e o ocidental Johnny Tiger (1966). Ela apareceu como uma stripper lésbica no filme de Frank Sinatra, Tony Rome, de 1967, mas Lund ficou tão envergonhada com o papel que teve seu nome removido dos créditos. Seu desempenho foi recebido favoravelmente e a levou a um papel principal na série de televisão Land of the Giants, de Irwin Allen. Enquanto esperava o início das filmagens, Lund recebeu o convite do papel do amigo de Rosemary, Terry Gionoffrio, em O bebê de Rosemary, mas teve que recusar quando, apesar das garantias de Roman Polanski, Allen não acreditou que ela terminaria a tempo.
Valerie in Giantland, uma novela escrita por Lund, é baseada na série Land of the Giants, e ambientada dez anos depois; escrito do ponto de vista da personagem de Lund, Valerie Ames. Em 1976, ela apareceu no drama General Hospital como Peggy Lowell, a secretária e amante de Cameron Faulkner, interpretada pelo marido de Lund, Don Matheson. Seus filmes posteriores incluíram a comédia de Jerry Lewis Hardly Working (1980), Stick (1985) estrelado por Burt Reynolds e filmes de terror como o filme de terror de Natal Elves (1989), Witch Story (1989) e a comédia Transylvania Twist (1989).

## Vida pessoal
Lund largou a faculdade para se casar com seu namorado do colégio. Eles tiveram dois filhos e se divorciaram quatro anos depois. Depois que Land of the Giants foi cancelado, ela se casou com o co-astro Don Matheson, mas eles se divorciaram no final dos anos 1970. A filha deles, Michele Matheson, também é atriz. Lund é ex-aluna do Rollins College em Winter Park, Flórida.
Em 1995, ela namorou Larry King, e o casal ficou noivo cinco semanas depois de se conhecerem. O relacionamento acabou antes que eles pudessem se casar.
Lund morreu em 22 de junho de 2018 em sua casa em Century City, Califórnia, de câncer pancreático, aos 81 anos.

## Filmografia
| Ano  | Título                              | Função               | Notas                                                |
| ---- | ----------------------------------- | -------------------- | ---------------------------------------------------- |
| 1965 | Era uma vez uma cafeteria           | Corrine              |                                                      |
| 1965 | Corra para sua esposa               |                      | Sem crédito                                          |
| 1965 | Dr. Goldfoot e a máquina de biquíni | Robô                 |                                                      |
| 1966 | O oscar                             | Menina do biquini    | Sem crédito                                          |
| 1966 | Johnny Tiger                        | Louise               |                                                      |
| 1966 | Paraíso, estilo havaiano            | Enfermeira           | Sem crédito                                          |
| 1966 | Fora de vista                       | Tuff Bod             |                                                      |
| 1966 | Spinout                             | Beleza ruiva         | Sem crédito                                          |
| 1966 | Aguilhão da morte                   | Jessica, Honey Blond |                                                      |
| 1966 | Dimensão 5                          | Senhorita doce       |                                                      |
| 1966 | The Swinger                         | Modelo               | Sem crédito                                          |
| 1967 | Batman (série de TV)                | Anna Gram            | ano 2, episódios 45 e 46                             |
| 1967 | Tony Roma                           | Georgia McKay        | Sem crédito                                          |
| 1968 | Pânico na cidade                    | Loiras               |                                                      |
| 1975 | Encontrão                           |                      | Sem crédito                                          |
| 1978 | The Incredible Hulk (série de TV)   | Terri Ann            | Temporada 1, episódio 3: Of Guilt, Models and Murder |
| 1980 | Mal trabalhando                     | Millie               |                                                      |
| 1985 | Bastão                              | Diane                |                                                      |
| 1987 | Se nós soubéssemos então            |                      |                                                      |
| 1987 | Hammerhead                          | DD                   |                                                      |
| 1989 | Streghe                             | Helena               |                                                      |
| 1989 | Elfos                               | Mãe de kirsten       |                                                      |
| 1989 | Transylvania Twist                  | Professor            |                                                      |
| 1989 | Conversa de menina                  | Dana                 |                                                      |
| 1990 | A garota que eu quero               | Sra. Andrews         |                                                      |
| 1992 | Raízes do Mal                       | Marissa              |                                                      |
| 2001 | Honra extrema                       | Martha Brascoe       |                                                      |
| 2015 | Desossado                           | Faye                 |                                                      |